# Piéton (Chapelle-lez-Herlaimont)
Piéton (wa. Pieton) – dzielnica (section) gminy Chapelle-lez-Herlaimont w Belgii, w Regionie Walońskim, w prowincji Hainaut, w okręgu Charleroi. 1 stycznia 2020 roku liczyła 2417 mieszkańców. Do 31 grudnia 1976 samodzielna gmina.

## Demografia
Liczba mieszkańców, stan na 1 stycznia:
| Rok                | 1930 | 1947 | 1961 | 2020 |
| ------------------ | ---- | ---- | ---- | ---- |
| Liczba mieszkańców | 2000 | 2108 | 2435 | 2417 |